# Susan Leblanc
Susan Leblanc, également connue à l'écran sous le nom de Susan Leblanc-Crawford, est une actrice et femme politique canadienne.
Elle représente Dartmouth North (en) à l'Assemblée législative de la Nouvelle--Écosse et est présidente du caucus et leader parlementaire du Parti néo-démocrate.
Elle est la présidente de Femmes parlementaires du Commonwealth.

## Carrière politique
Susan Leblanc est élue pour la première fois aux élections néo-écossaises de 2017, où elle l'emporte devant la libérale Joanne Bernard, alors ministre des Services communautaires. Elle est réélue lors des élections de 2021 et de celles de 2024. 

## Biographie
Susan Leblanc nait à Winnipeg, au Manitoba, et passe son enfance à Prospect Bay, en Nouvelle-Écosse.
Elle est titulaire d'un baccalauréat ès arts en théâtre obtenu avec distinction en 1997 à l'Université de King's College et d'un diplôme en théâtre de l'Université Dalhousie. Elle se forme également au Primus Theatre et auprès de Philippe Gaulier,  

## Théâtre
Ses études terminées, elle entame une carrière d'actrice et devient codirectrice artistique de Zuppa Theatre et membre du conseil d’administration de Theatre Nova Scotia.
Avec Zuppa Theatre, elle cocrée de nombreuses productions et y joue un rôle. En 2011, elle remporte le Merritt Award de la meilleure production et le Merritt Award de la meilleure performance dans un rôle principal pour Five Easy Steps (to the end of the world). Elle travaille également avec d'autres compagnies, dont Two Planks and a Passion Theatre (Cypher et Halo), Mermaid Theatre and Live Bait Theatre.
Elle enseigne l'art dramatique, notamment à l'Université Dalhousie.
En 2015, la décision du gouvernement McNeil de mettre fin au crédit d'impôt offert aux productions cinématographiques et télévisuelles est un coup dur pour le secteur. Susan Leblanc décide alors de s'engager en politique pour défendre les arts et promouvoir la justice sociale. 

## Filmographie

### Cinéma
Elle joue notamment dans deux films du réalisateur et scénariste Jason Buxton : Blackbird (2012) et Sharp Corner (2024, sortie attendue au Québec en 2025).

### Télévision
Elle a un rôle dans la série télévisée américano-canadienne Haven (2010).